# AeroVironment Switchblade
De Switchblade is een kamikazedrone, ontworpen door AeroVironment en gebruikt door verscheidene Amerikaanse legeronderdelen. Dit type drone, dat compact genoeg is om in een rugzak te passen, wordt gelanceerd door een raketbuis, vliegt naar het doel en stort neer op zijn doel, waarbij de explosieve lading tot ontploffing wordt gebracht. De oorspronkelijke drone, die in 2011 werd geïntroduceerd, werd omgedoopt tot Switchblade 300 na de introductie van de wapenbestendige Switchblade 600 in 2020. De naam Switchblade komt van de manier waarop de verende vleugels in een buis zijn gevouwen en zich ontvouwen zodra ze vliegen.
Behalve door het Amerikaanse leger worden Switchblades ook gebruikt door het Britse en het Oekraïense leger.

## Switchblade 300

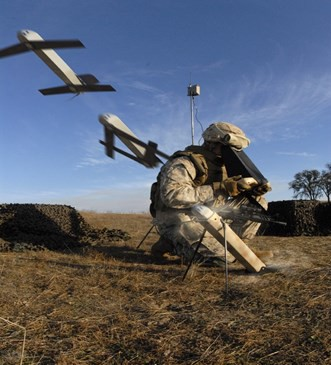
Lancering van de Switchblade 300

De Switchblade 300 is ontworpen als een niet-recupereerbare drone om de precisievuurkracht van kleine infanterie-eenheden te vergroten. Het toestel meet 61 cm en weegt 2,7 kg, met inbegrip van de draagkoffer en de draagraket, waardoor het klein en licht genoeg is om door een soldaat te worden gedragen. 
Hij kan binnen een straal van 10 km worden bestuurd, maar door zijn geringe afmetingen is zijn bereik beperkt tot 10 minuten. Dit maakt het ongeschikt voor verkenningstaken, maar het is nuttig om op goedkope wijze lange-afstandsdoelen aan te pakken en steun te verlenen aan eenheden die vastzitten door vijandelijk vuur. 
De Switchblade maakt gebruik van een kleurencamera en GPS-tracking om doelen te identificeren, te volgen en aan te vallen, en kan worden voorgeprogrammeerd op een ramkoers. De drone bevat een explosieve lading die overeenkomt met een 40 mm-granaat om lichte pantservoertuigen en personeel te vernietigen. Als zich een situatie voordoet waarin een aanval wordt geannuleerd, kan de operator de Switchblade annuleren en opnieuw richten. De drone wordt aangedreven door een elektromotor, zodat hij door zijn geringe afmetingen en stille vlucht zeer moeilijk te detecteren of te onderscheppen is, en met een snelheid van 157 km/h een doelwit kan naderen. De Switchblade maakt gebruik van hetzelfde grondcontrolestation (GCS) als andere drones van AeroVironment, waaronder de Wasp, RQ-11 Raven en RQ-20 Puma. Hierdoor kunnen kleinere, duurzamere drones met dezelfde controller naar doelen zoeken alvorens de Switchblade te lanceren om ze te bewerken.

## Switchblade 600
De Switchblade 600 weegt 23 kg, is nog steeds draagbaar en kan in 10 minuten worden opgezet. Hij is ontworpen om in 20 minuten naar 40 km te vliegen, dan nog eens 20 minuten te patrouilleren, waardoor het een totale actieradius van 80 km heeft, en aan te vallen met een snelheid van 185 km/h, met aan boord een Javelin anti-pantserkop, ontworpen om pantservoertuigen uit te schakelen. Een vuurleidingssysteem op basis van een tablet met aanraakscherm kan de drone handmatig of autonoom besturen. Dit systeem is beveiligd via gecodeerde dataverbindingen aan boord en een GPS met SAASM met gepatenteerd uitschakelsysteem. Een optionele DDL-module (handheld digitale datalink) maakt inzet mogelijk verder dan 90 km. Andere methoden zijn een op een voertuig gemonteerde batterijversie met zes lanceringen en een vanuit de lucht gelanceerde versie.
De grotere Switchblade kon worden uitgerust met een antitankkop, terwijl hij een groter bereik had en minder kostte dan antitankraketten zoals de Javelin.

## BlackWing
Dit is de ongewapende variant van de Switchblade 300 met vergelijkbaar gewicht en afmetingen ontwikkeld voor de United States Navy om snelle ISR (Intelligence, Surveillance, Reconnaissance) tussen bemande en onbemande oppervlakteschepen en onderzeeboten te leveren. Het toestel kan worden ingezet vanaf een onderzeeboot, een oppervlakteschip of een mobiele draagraket op het land.